# 聖安東尼奧德阿拉胡埃利塔區
聖安東尼奧德阿拉胡埃利塔區（西班牙語：San Antonio de Alajuelita），是哥斯達黎加的一個區，位於該國中部聖何塞省，始建於1909年6月4日，面積9.65平方公里，海拔高度1,410米，2011年人口4,739，人口密度每平方公里491.09人。